# حالت ثابت
در فیزیک منظور از حالت ثابت سیستمی است که در آن ذره انرژی پتانسیل کافی را برای ثابت ماندن در یک یا تعداد بیشتری مکان دارا می‌باشد. این انرژی پتانسیل ممکن است حاصل پتانسیل خارجی، یا ناشی از حضور ذرات دیگر باشد.
در مکانیک کوانتوم (که در آن تعداد ذرات حفظ شده است) حالت ثابت جایگاهی در فضای هیلبرت است مربوط به دو یا تعداد بیشتری از ذرات، که انرژی تعاملی کمتری نسبت به کل انرژی هر ذره مجزا دارند. بنابراین این ذرات نمی‌توانند از هم جدا شوند مگر اینکه انرژی تعامل به شکلی مصرف شود.
همچنین طیف انرژی ذرات در حالت ثابت گسسته است، بر خلاف طیف پیوستهٔ ذرات جدا.